# Đạo thành Đại Nài

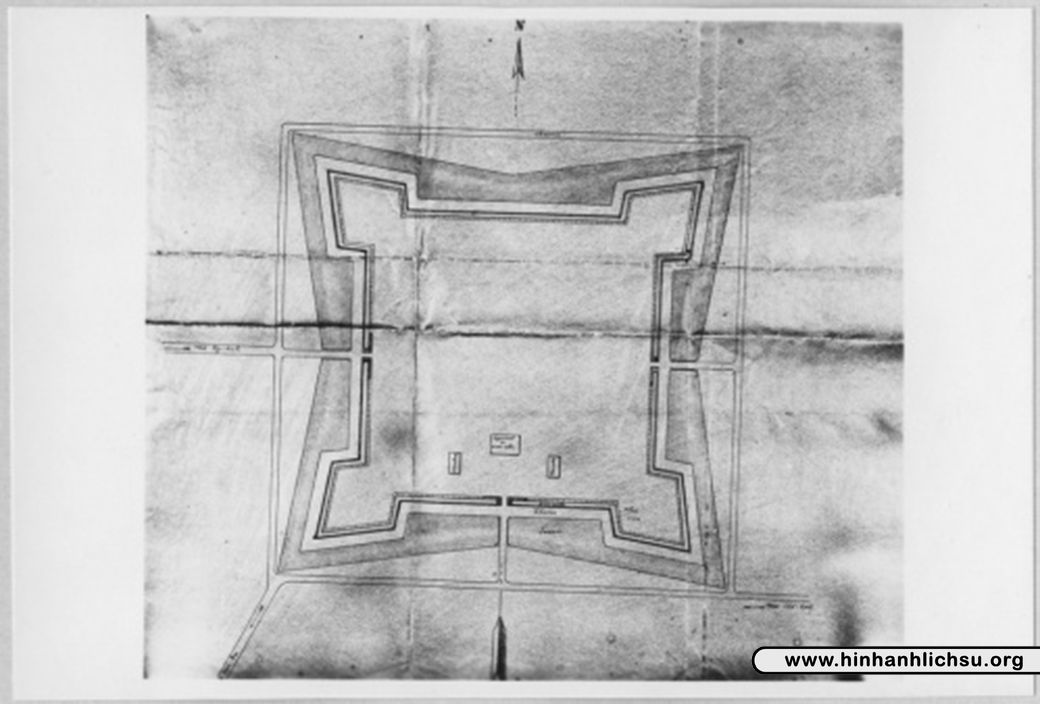
Bản đồ Đạo thành Đại Nài (Phủ thành Hà Thanh)

Đạo thành Đại Nài (còn được gọi là Phủ thành Hà Thanh, đạo thành Hà Tĩnh) là một thành lũy, pháo đài quân sự được xây dựng dưới thời nhà Nguyễn tại Hà Tĩnh, Việt Nam tồn tại trong suốt 59 năm (1816–1875).

## Vị trí
Theo Đồng Khánh địa dư chí thì Đạo thành Đại Nài được xây dựng tại thôn Nài Thị, tổng Thượng Nhị, huyện Thạch Hà, phủ Hà Hoa; nay là phường Thành Sen, tỉnh Hà Tĩnh.

## Lịch sử
Năm 1816 đời vua Gia Long, đạo thành Hà Tĩnh được đóng ở Đại Nài trên một diện tích trên 70 mẫu ruộng đất, có hào bao quanh (Đạo thành này vốn xưa kia là lị sở của huyện Thạch Hà).
Năm 1824 triều đình nhà Nguyễn lại sai quan lại về xác đặt và khoanh lại đất đóng Thành Hà Tĩnh chuyển Hà tỉnh đạo thành Hà Tĩnh.
Năm 1833, vua Minh Mạng cho lập tỉnh Hà Tĩnh, chuyển lị sở và cho đắp thành ở xã Trung Tiết, huyện Thạch Hà (thành Sen), đạo thành Đại Nài bị bỏ hoang.
Tháng sáu năm Quý Sửu, Tự Đức thứ 6 (1853) bỏ tỉnh cho sát nhập vào Nghệ An, lập lại đạo Hà Tĩnh; bỏ thành thành Sen và dời lị sở về chỗ cũ tại đạo thành Đại Nài cách đó khoảng 3 km ở thôn Nài Thị.
Năm Ất Hợi, Tự Đức thứ 28 (1875) lại bỏ đạo, tái lập lại tỉnh Hà Tĩnh. Tỉnh thành được dời từ Đạo thành Đại Nài về lại thành Sen (ở Trung Tiết).
Sau năm 1945, huyện lị Thạch Hà đóng lại xã Đại Nài cho đến tháng 2/1946 rồi chuyển ra Thạch Thượng. Huyện dời đi thì Trường cán bộ ban công tác nông thôn tỉnh, cửa hàng mua bán tổng hợp huyện và một số kho tàng khác của Nhà nước lại dời về.

## Kiến trúc
Trong tập san "Những người bạn cố đô Huế" ấn hành năm 1936 tại trang số 256 và 257 có chép rằng:

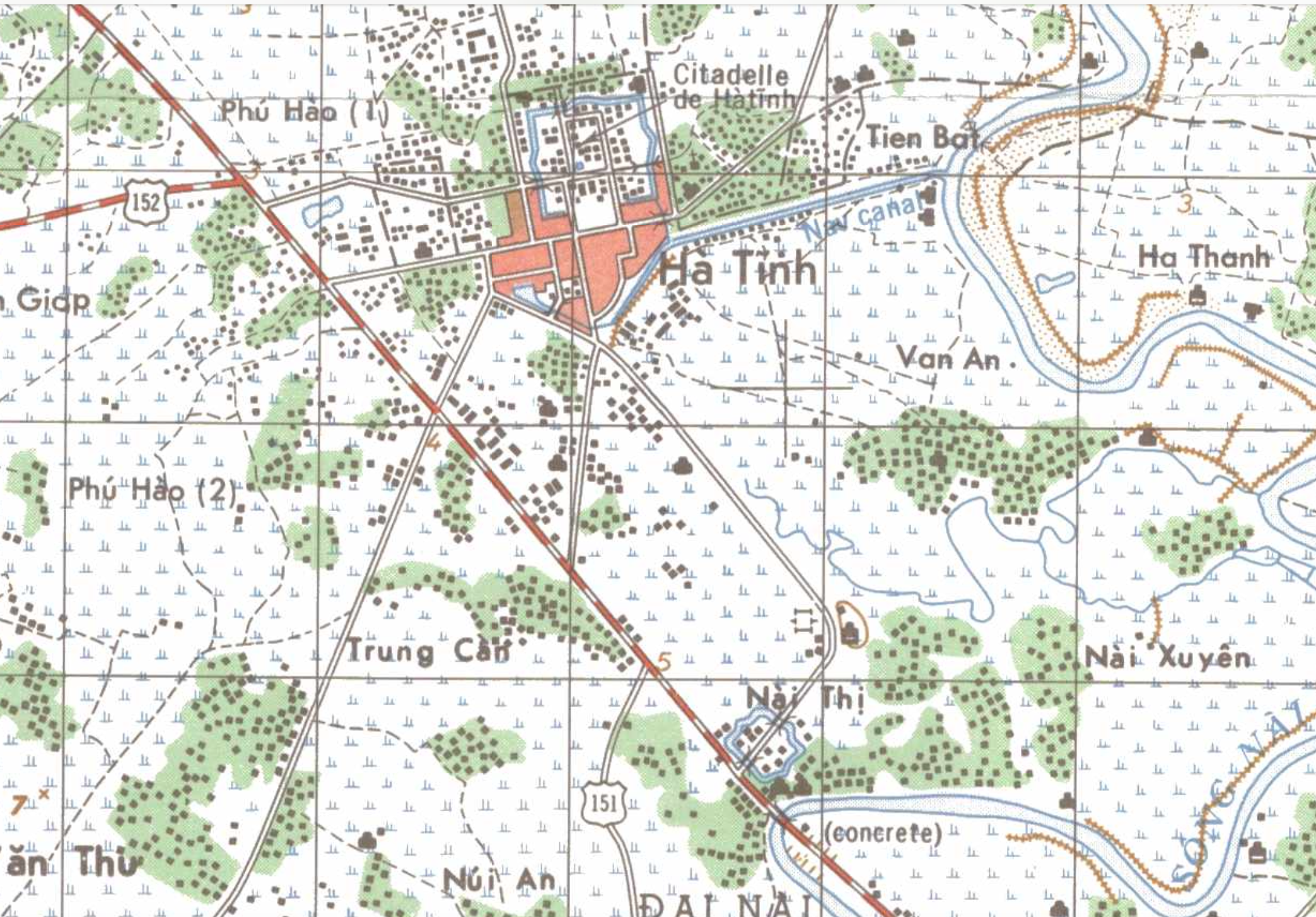
Sơ đồ vị trí Thành Sen với Đạo thành Đại Nài

"Phủ thành Hà-Thanh (thủ phủ Hà-Tĩnh cũ) có từ thời Gia-Long (1801-1821). Những bức tường thành bằng đất được gia cố bằng đá vào năm Minh-Mạng thứ 4 (1824). Thành có chu vi 267 trượng và cao 7 thước; hào thành rộng 1 trượng, sâu 4 thước.Thành có 2 cửa. Năm 1873, những người ủng hộ Lê-Bảo-Phụng đã chiếm giữ nơi đây và giết chết 3 quan canh giữ [Quản đạo: Mạnh Tuyên; Khâm sai: Đinh Khoa và Lãnh binh: Lê Nhật (trang 254)], như những gì mà chúng tôi đã nêu trong đoạn liên quan đến đền thờ "Tam vị quan trung thành". Sau sự kiện này, thủ phủ của tỉnh được chuyển đến địa điểm mới là 1 pháo đài có từ thời Minh-Mạng (1824), được mở rộng đáng kể vào năm Tự-Đức thứ 29 (1875)".
Như vậy, Đạo thành Đại Nài được đắp bằng đất, chỉ có 2 cửa (khác với thành Sen có 4 cửa), chu vi 267 trượng (với 1 trượng ở Trung Kỳ là 4,7m), thành cao 7 thước, hào rộng 1 trượng và sâu 4 thước.
Khi đắp Đạo thành Đại Nài, dân cư buộc phải di dời lên Hương Bộc và được lập 3 trại với 400 mẫu ruộng (xóm trung hoa, xóm Hoàng, xóm Thanh Long). Cũng từ đó, ta thấy có các địa danh xuất hiện như đội Dinh (nơi đóng quân) tường Bia gần Miệu Bà (nơi tập bắn), trường bắn nơi xử người phạm tội, Voi Nẹp (ở Hoà Hợp) vườn Voi) ở vùng vườn cố Khoái (đội 7).

## Hiện trạng
Hiện nay, di tích Đạo thành Đại Nài không còn do chiến tranh và quá trình đô thị hóa.